# Bob Johnston
Donald William 'Bob' Johnston (Hillsboro, Texas, 14 de maio de 1932 — 14 de agosto de 2015)foi um produtor musical americano mais conhecido por seu trabalho com Bob Dylan, Johnny Cash, Leonard Cohen, muitas gravações com artistas em Nashville, e Simon & Garfunkel.

## Primeiros anos
Johnston nasceu em uma família de músicos profissionais. Sua avó Mamie Jo Adams foi uma compositora, assim como sua mãe Diane Johnston. Diane tinha escrito canções para Gene Autry nos anos 50 e fez sucesso em 1976, quando Asleep at the Wheel fez uma versão cover da demo "Miles and Miles of Texas", de 1950. Depois de uma temporada na Marinha, Bob voltou para Fort Worth, em seguida, ele e Diane Johnston colaboraram na composição para o artista de rockabilly Mac Curtis, e outros. De 1956 até 1961 gravou alguns singles de rockabilly sob o nome de Don Johnston. Em 1964, ele se mudou para trabalhar como produtor na Kapp Records, em Nova Iorque, fez freelance organizando para Dot Records, e assinou como compositor da editora musical Hill & Range. Também se casou com a compositora Joy Byers com quem ele começou a trabalhar.

## Elvis e Joy Byers
Nos últimos anos, Bob Johnston afirmou que as músicas ainda creditadas a sua esposa Joy Byers eram realmente co-escritas, ou unicamente escritas por ele mesmo. Ele citou velhas "razões contratuais" para esta situação. As músicas em questão incluem o hit "What's A Matter Baby" de 1962, de Timi Yuro, além de pelo menos 16 músicas de filmes de Elvis Presley, entre 1964 e 1968, incluindo "It Hurts Me", "Let Yourself Go" e "Stop, Look and Listen". Duas músicas creditadas a Byers, o já mencionado "Stop, Look and Listen" e "Yeah, She's Evil!" foram gravadas por Bill Haley & His Comets antes de ser usada por Elvis (esta última canção foi renomeada "The Meanest Girl in Town" quando Presley gravou). Elvis Presley gravou "The Meanest Girl in Town" em 10 de junho de 1964, enquanto Bill Haley gravou sua versão uma semana depois, em 16 de junho de 1964.

## Columbia, Dylan, Cash, Cohen
Johnston trabalhou brevemente como produtor de equipe para Kapp Records, em seguida, para a Columbia Records, em Nova Iorque, onde começou a produzir uma série de álbuns notáveis e altamente influentes (ver lista abaixo). Ele já estava produzindo Patti Page quando, em 1965, se tornou bem sucedido em ganhar a atribuição de produzir para Bob Dylan, seguido por Simon & Garfunkel, Pozo-Seco Singers, Johnny Cash, Flatt & Scruggs e Leonard Cohen. Seu estilo de produção variou de uma abordagem de 'documentário' capturando um momento fugaz (exemplificado em álbuns de Dylan e álbuns ao vivo da Cash) para fornecimento de arranjos sutis com cordas, vocais de fundo e músicos experientes (exemplificado por álbuns de estúdio de Cohen).
Depois de alguns anos em Nova Iorque, Johnston tornou-se chefe de Columbia em Nashville, Tennessee, onde ele conheceu muitos dos músicos contratados, como Charlie Daniels, durante anos. Produziu três álbuns de Cohen, e com ele excursionou e compôs a letra de "Come Spend the Morning", gravada por ambos Lee Hazlewood e Engelbert Humperdinck.

## Discografia selecionada como produtor
- Patti Page: "Hush, Hush Sweet Charlotte" US #8 (1965)
- Bob Dylan: Highway 61 Revisited (com exceção para "Like a Rolling Stone") (1965), Blonde on Blonde (1966), John Wesley Harding (1967), Nashville Skyline (1969), Self Portrait (1970), New Morning (1970)
- Simon and Garfunkel:  Sounds of Silence (1966), Parsley, Sage, Rosemary and Thyme (1966)
- Marty Robbins: Tonight Carmen (1967), Christmas with marty Robbins (1967), By the time I get to Phoenix (1968), I Walk Alon (1968), It's A Sin (1969), Today (1971), No Signs of Loneliness Here (1975)
- Johnny Cash: At Folsom Prison (1968); The Holy Land (1969); At San Quentin (1969); Hello, I'm Johnny Cash (1970); The Johnny Cash Show (1970); I Walk the Line (1970); Little Fauss and Big Halsy (1971)
- Burl Ives: The Times They Are A-Changin' (1968)
- Leonard Cohen: Songs from a Room (1969), Songs of Love and Hate (1971), Live Songs (1973)
- The Byrds: Dr. Byrds & Mr. Hyde (1969)
- Lindisfarne: Fog on the Tyne (1972), Dingly Dell (1972)
- Michael Murphey: Geronimo's Cadillac (1973), Cosmic Cowboy Souvenir (1973), Michael Murphey (1973), Blue Sky - Night Thunder (1975), Swans Against the Sun (1976)
- Hoyt Axton: Less Than the Song (1973), Road Songs (1977)
- Pete Seeger: Rainbow Race (1973), Link in the Chain (1996)
- Loudon Wainwright III: Attempted Mustache (1973)
- New Riders of the Purple Sage: Oh, What a Mighty Time (1975)
- Alvin Lee: Rocket Fuel (1978)
- Jimmy Cliff: Give Thankx (1978)
- Joe Ely: Down on the Drag (1979)
- John Mayall: Bottom Line (1979)
- The Waterboys: Fisherman's Blues (1988) (produced one track only)
- Willie Nelson: The IRS Tapes: Who'll Buy My Memories? (1992)
- Carl Perkins: Go Cat Go (1996)
- Eron Falbo: 73 (2013)